# Stad aan 't Haringvliet
Stad aan 't Haringvliet is een dorpje dat deel uitmaakt van de gemeente en het eiland Goeree-Overflakkee in de Nederlandse provincie Zuid-Holland. Het dorp telde 1.525 inwoners op 1 januari 2023. De ligging aan het Haringvliet maakt het dorp tot een trekpleister voor watersportliefhebbers. Naast de oude haven in het centrum van het dorp is er daarom ook een grote jachthaven.
De dorpscultuur komt onder meer tot uiting door een dorpskring en de jaarlijkse culturele dag, de Stadse dag genaamd.
Op 30 juni 2023 heeft de bevolking in een referendum uitgesproken om het dorp vanaf 2025 geheel aardgasvrij te maken. Vanaf dat moment moeten de inwoners gekozen hebben voor een aansluiting op het te ontwikkelen waterstofnet of zij moeten een eigen oplossing realiseren.

## Geschiedenis
Stad aan 't Haringvliet was in het kader van de gemeentevorming na de annexatie van het Koninkrijk Holland door het Eerste Franse Keizerrijk op 1 januari 1812 toegevoegd aan de gemeente Den Bommel. Op 1 april 1817 werd het een zelfstandige gemeente. Op 1 januari 1966 werd deze gemeente bij een gemeentelijke herindeling toegevoegd aan de gemeente Middelharnis.

## Bezienswaardig
- De Hervormde Kerk in de Nieuwstraat met daarnaast de pastorie. Verder is er ook nog een gereformeerde kerk te vinden. De gereformeerde gemeente heeft haar deuren moeten sluiten vanwege lage bezoekersaantallen tijdens de diensten. De overige gemeenteleden zijn vertrokken naar de nabijgelegen gereformeerde gemeente te Middelharnis. De kerk is inmiddels verbouwd tot een woonhuis.
- In de Voorstraat is het oude gemeentehuis te zien en een spuithuisje uit 1926. Deze Voorstraat werd ooit geschilderd door de bekende kunstenaar Rien Poortvliet voor zijn boek Langs het tuinpad van mijn vaderen.
- De oude kapperszaak van "Piet de kapper" aan de Voorstraat voert de bezoeker terug in de tijd.
- Het voormalige doktershuis aan de Molendijk stamt uit 1876. De dokterswoning wordt beschreven in het boekje "Stad aan 't Haringvliet zoals het was" van J.L Braber.
- Verderop op de Molendijk staat de korenmolen De Korenaar uit 1746. Deze molen werkt nog en is (op zaterdag) ook open voor bezoekers.

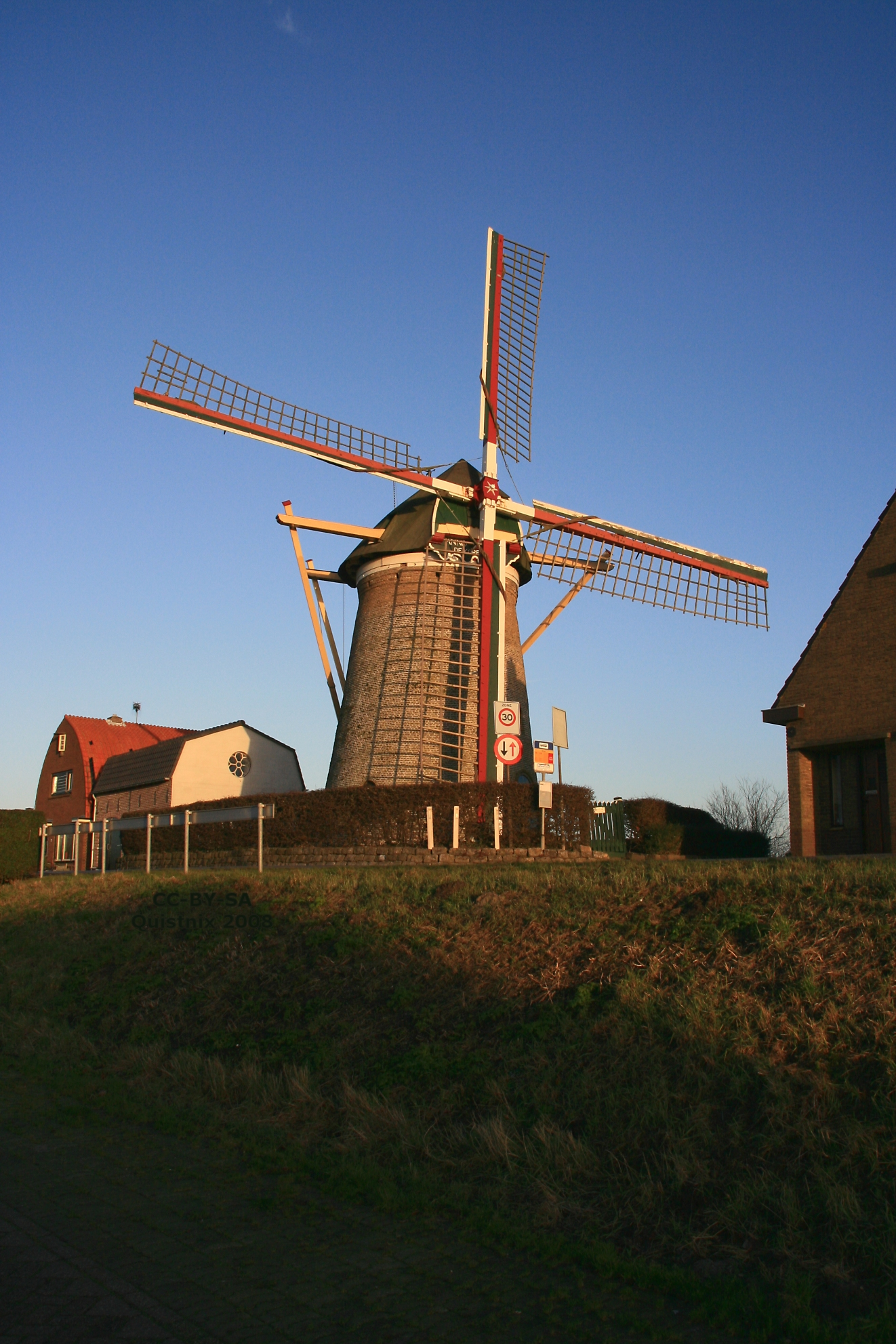
Molen de Korenaar
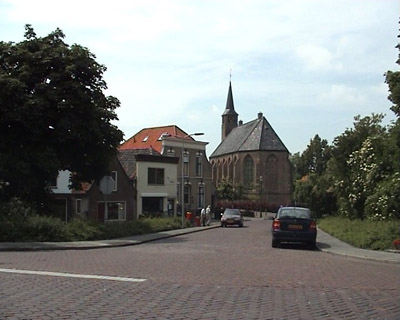
Nieuwstraat met de Hervormde Kerk

## Dorpen in de buurt
Nieuwe-Tonge, Den Bommel, Middelharnis en Sommelsdijk.

## Bekende inwoners
- Elco Brinkman (geboren op 5 februari 1948)